# Кендуджхар
Кендуджхар (англ. Kendujhar) — город в индийском штате Орисса. Административный центр округа Кендуджхар. Средняя высота над уровнем моря — 596 метров. По данным всеиндийской переписи 2001 года, в городе проживало 51 832 человека, из которых мужчины составляли 53 %, женщины — соответственно 47 %. Уровень грамотности взрослого населения составлял 74 % (при общеиндийском показателе 59,5 %). Уровень грамотности среди мужчин составлял 80 %, среди женщин — 67 %. 11 % населения было моложе 6 лет.